# Фіннеас О'Коннелл
Фіннеас Берд О'Коннелл (англ. Finneas Baird O'Connell, більше відомий під псевдонімом FINNEAS; нар. 1997) — американський виконавець, продюсер звукозапису і актор.
Народився 30 липня 1997 року у Лос-Анджелесі. Він пише та продюсує музику для багатьох виконавців, включаючи свою сестру Біллі Айліш.
Отримав вісім премій Греммі, включаючи «Альбом року», «Продюсер року» та «Кращий зведений альбом» за роботу над дебютним альбомом Біллі Айліш «When We All Fall Asleep, Where Do We Go?».
Фіннеас також є самостійним виконавцем, його дебютний мікстейп «Blood Harmony» вийшов у жовтні 2019 року. У мікстейп увійшла пісня «Let's Fall in Love for the Night», яка зайняла 17 місце у чарті US Billboard Alternative Songs. Його дебютний студійний альбом «Optimist» вийшов 15 жовтня 2021 року на Interscope Records.
У 2013 році знявся у незалежному фільмі «Життя навиворіт». Він також відомий за роль Алістера в комедійно-драматичному серіалі «Хор» каналу Fox. Він також з'явився у американському ситкомі «Американська сімейка».

## Дитинство та юність
Фіннеас народився в Лос-Анджелесі в сім'ї акторки і сценаристки Меггі Берд та актора Патріка О'Коннелла, які також є музикантами. Фіннеас має ірландське і шотландське походження. 2010 року, коли йому було 12 років, він зі своєю матір'ю ходив на заняття з написання пісень, і почав писати та продюсувати пісні.

## Кар'єра

### Написання пісень і продюсування
Фіннеас сказав, що його досвід гри персонажів допоміг у написанні музики для його сестри Біллі, тому ще він пише музику з її точки зору та для її вокального діапазону. Він сказав: «Вміння чути артиста і наслідувати його — це величезна частина успіху продюсера і співавтора». Коли він пише для своєї сестри, він хоче написати «пісню, яка, як мені здається, буде їй близька, яку вона із задоволенням заспіває, перейметься текстом і зробить її своєю», а коли він пише разом з нею, він «намагається допомогти їй розповісти будь-яку історію, яку вона хоче донести до слухача, поділитися з нею ідеями, та вислухати її ідеї».
Фіннеас написав і спродюсував пісню «Ocean Eyes» спочатку для свого гурту, а потім віддав її Біллі, коли її вчитель танців попросив їх написати пісню для хореографії. Вони виклали пісню на SoundCloud, і у листопаді 2015 менеджер Фіннеаса зв'язався з ним, щоб поговорити про потенціал його сестри. Пізніше, Фіннеас допоміг Біллі підписати договір з A&R-компанією Platoon. Він виступив співавтором та продюсером дебютного мікстейпу Біллі «Don't Smile at Me», який посів 14 місце в US Billboard 200. Фіннеас також є співавтором і продюсером дебютного студійного альбому Біллі «When We All Fall Asleep, Where Do We Go?», який дебютував у чартах США і Великобританії. 2020 року він отримав премію Греммі у номінаціях «Продюсер року, некласика», «Запис року» за пісню Біллі «Bad Guy», а також «Альбом року» і «Кращий неординарний альбом, некласика» за альбом «When We All Fall Asleep, Where Do We Go?».
Він також працював з близнюками Коутіньо, володарями премії Греммі. Він спродюсував сингл «Lose You to Love Me» Селени Гомес у 2019 році, який посів перше місце в Billboard Hot 100, та два треки з альбому «Romance» Каміли Кабельйо. Фіннеас також співпрацював з Ashe, спродюсувавши пісню «Moral of the Story». Фіннеас працював з Джоном Ледженд над невиданою досі піснею. Він також написав партитуру для підліткового драматичного фільму «The Fallout» 2021 року.

### Сольна кар'єра
Фіннеас є вокалістом і автором пісень гурту The Slightlys, який виступав на Warped Tour у 2015 році. Його перший власний сингл вийшов у 2016 році, а відеокліп у 2019 році. На початку 2019 року Фіннеас зіграв свої перші повністю розпродані хедлайн-шоу у Нью-Йорку і Лос-Анджелесі.
Його дебютний мікстейп «Blood Harmony» вийшов 4 жовтня 2019. Того-ж місяця вирушив у свій перший хедлайнерський тур, відвідавши п'ять міст у США, а також виступив на Austin City Limits.
7 серпня 2020 року несподівано випустив делюкс версію «Blood Harmony», до якого увійшло 2 нових треки «Break My Heart Again» і «Let's Fall in Love for the Night (1964)», причому останній є альтернативною версією шостого треку «Let's Fall in Love for the Night». Приблизно через два тижні Фіннеас випустив сингл під назвою «What They'll Say About Us». Він дебютував на 17 місці в американському чарті US Billboard Alternative Songs. 21 жовтня випустив сингл «Can't Wait to Be Dead», в якому йдеться про його любовно-ненависні стосунки з Інтернетом, а наступного дня вийшла візуалізація пісні, яку зняв режисер Констелейшн Джонс.
Фіннеас став одним з 12 артистів, які були залучені до створення мікстейпу Рінго Старра під назвою «Zoom In». Фіннеас був бек-вокалістом у пісні «Here's to the Nights». 2 березня 2021 FINNEAS і Ashe випустили спільну пісню «Till Forever Falls Apart», яку він спродюсував.
5 серпня Фіннеас анонсував свій альбом «Optimist». Альбом вийшов 15 жовтня 2021 року.

### Акторська діяльність
У 2011 році Фіннеас зіграв одного із учнів в комедійному фільмі «Училка». У 2013 він знявся у фільмі «Життя навиворіт», автором якого є його мати Меггі Берд. У нього були епізодичні гостьові ролі в серіалах «Американська сімейка» і «Водолій», а у 2015 році він зіграв Алістера у фінальному сезоні музичного комедійно-драматичного телесеріалу «Хор».

## Особисте життя
Фіннеас живе у Лос-Анджелесі. З вересня 2018 він зустрічається з Клаудією Сулевскі. Його сингл «Claudia» був записаний наступного дня, після їхнього знайомства.
Він виріс вегетаріанцем. У нього синестезія.

## Громадська позиція
У 2025 в Instagram підтримав вислови Тімоті Снайдера щодо того як закінчити війну в Україні.

## Дискографія

### Студійні альбоми
- 2021 — Optimist

### Мініальбоми
- 2019 — Blood Harmony

## Фільмографія
| Рік       | Назва                            | Роль                      |
| --------- | -------------------------------- | ------------------------- |
| 2011      | Училка                           | Спенсер                   |
| 2013      | Життя навиворіт                  | Шейн                      |
| 2013      | Завтра                           | Том                       |
| 2013–2014 | Американська сімейка             | Ронні молодший            |
| 2014      | happySADhappy                    | Ендрю                     |
| 2015      | Хор                              | Алістер                   |
| 2015      | Водолій                          | Earnest Boy               |
| 2015      | Fallout 4                        | Лайам Бінет (голос)       |
| 2018      | Сповідь придурка підлітка Ісуса  | Том                       |
| 2021      | Біллі Айліш: Трохи розмитий світ | Він сам                   |
| 2022      | Я червонію                       | член групи 4*Town (голос) |